# Peeter Joseph de Smedt

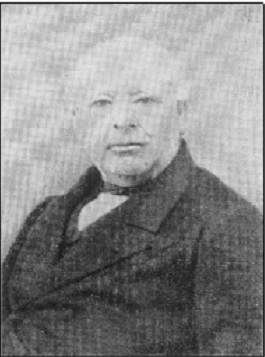
Peeter Joseph de Smedt.

Peeter Joseph de Smedt (Opwijk, 8 augustus 1804 - aldaar, 13 februari 1889) was een halve eeuw burgemeester van de Belgische gemeente Opwijk en brouwer in brouwerij De Ster.
Hij werd geboren binnen een familie die sinds midden de 16e eeuw verschillende openbare functies bekleedde: meisenier, armmeester, kerkmeester, schepen en burgemeester in en om Opwijk. Hij was zelf de zoon van Jan Baptist de Smedt (1743-1827), kerkmeester en raadslid van Opwijk van 1818 tot 1827.
Peeter Joseph de Smedt werd schepen van de gemeente in 1835 en werd nadien burgemeester in 1838. Een functie die hij vervulde tot bij zijn overlijden in 1889. In 1888 werd hij gevierd omwille van zijn gouden ambtsjubileum. Daarnaast was hij lid van de provinciale raad van de toenmalige provincie Brabant. Hij was gehuwd met Petronella Juliana Staes met wie hij 11 kinderen had.

## Politieke familie
Hij was de overgrootvader van de latere bisschop van Brugge Emiel Jozef De Smedt en de stamvader van de latere burgemeesters van Opwijk.
- Peeter Joseph de Smedt (1804-1889), burgemeester van Opwijk van 1838 tot 1889.
  - Pauwel Benooij de Smedt (1853-1938), volgde zijn vader op als burgemeester (1889-1920).
  - Pieter Louis de Smedt (1843-1902), brouwer.
    - Joseph Aloïs Marie de Smedt (1875-1968), burgemeester van Opwijk van 1927 tot 1940.
      - Emiel Jozef De Smedt (1909-1995), bisschop van Brugge.
      - Hubert Felix Karel Andries de Smedt (1916-1997), burgemeester van Opwijk van 1953 tot 1970.

De familie was vaak verwant - door huwelijken - met andere burgemeesters en brouwers uit de streek.